# Simon Boccanegra
Simon Boccanegra és una òpera en un pròleg i tres actes, amb música de Giuseppe Verdi i llibret italià de Francesco Maria Piave, basat en el drama homònim d'Antonio García Gutiérrez. Va ser estrenada al Teatro La Fenice de Venècia, el 12 de març de 1857. La versió revisada, amb canvis en el llibret, obra d'Arrigo Boito, i canvis substancials en la partitura, va ser estrenada al Teatre La Scala de Milà el 24 de març de 1881.
Simon Boccanegra forma part del repertori operístic habitual. Hi ha diversos enregistraments, i s'interpreta sovint.

## Gènesi
A l'inici de l'any 1856 la direcció del teatre La Fenice va proposar a Verdi d'escriure una nova òpera, però el compositor ho va refusar, atès que ja estava compromès en altres projectes (la composició del mai realitzat Rei Lear i la revisió de Stiffelio i de La battaglia di Legnano), a més de trobar-se en converses amb el Teatro San Carlo de Nàpols i La Pergola de Florència.
L'any següent, el llibretista Francesco Maria Piave li va renovar la proposta i, al maig, després de suspendre's les converses amb els altres teatres i havent abandonat el projecte de musicar el Rei Lear, Verdi va signar el contracte amb el teatre venecià.
El tema de la nova òpera va ser tret, com en el cas de Il trovatore, d'un drama de García Gutiérrez, mai no publicat en italià, en el qual es narra la història de Simone Boccanegra, el corsari genovès que en el segle xiv va reeixir a ascendir al tron gràcies al suport d'un amic, i que al final d'una vida sembrada de tràgics esdeveniments – la mort de la dona secretament estimada, pertanyent a una noble família, i la desaparició d'una filla - va morir enverinat per aquest mateix amic.
Aquest fosc drama situat sobre el fons d'una guerra civil va cridar immediatament l'atenció a Verdi, qui com en altres ocasions, va confeccionar ell mateix un llibret en prosa, encarregant-li la versificació a Piave. No obstant això, sense saber-ho Piave, Verdi va encarregar la versificació d'alguns passatges a Giuseppe Montanelli, un poeta i patriota toscà exiliat a París en haver participat en el govern revolucionari del 1849. El músic va trametre el text acabat a Piave, acompanyant-lo amb aquestes eixutes paraules:
Vet ací el llibret acurtat i reduït tal com ha de ser. Com et vaig dir en una carta precedent, pots posar-hi el teu nom o no. Si tot el que ha passat no t'agrada, a mi tampoc m'ha agradat, i potser menys que a tu, però no puc dir-te més que «era una necessitat».
No obstant els ajusts del llibret de Simon Boccanegra van ser objecte de fortes crítiques: un musicòleg contemporani, Abramo Basevi, va afirmar que li va caldre llegir-lo sis vegades per aconseguir entendre'l.
Conclosa la partitura en esbós en la seua vil·la de Sant'Agata, el 18 de gener de 1857, Verdi es va traslladar a Venècia per a completar l'orquestració, assistir als assaigs i supervisar la posada en escena. L'estrena va tenir lloc el 12 de març; els papers principals van ser confiats a cantants prestigiosos – Leone Gilardoni (Simone), Luigia Bendazzi (Amelia), Carlo Negrini (Gabriele) i Giuseppe Echeverria (Fiesco) – però la vetlada va decebre les expectatives de Verdi:
Ahir per la vesprada van començar els problemes: va tenir lloc l'estrena del Boccanegra, que va ser un fracàs gairebé tan gran com el de La traviata. Creia haver fet quelcom passable, però em sembla que m'he equivocat. Anirem veient qui s'ha enganyat.
Però l'èxit no va canviar en el curs de les sis funcions programades, i l'òpera no va reeixir a fer-se un lloc estable en el repertori. En el substancial fracàs de l'estrena van contribuir el complicat argument i el caràcter excessivament uniforme de la partitura, pobra en fragments lírics i massa feixuga per l'ús excessiu del cant declamat.

## La segona versió
L'any 1868 l'editor Giulio Ricordi suggerí realitzar una revisió de la partitura, absent des de feia temps del seu catàleg, però el compositor hi va refusar afirmant que no hi havia cantants adequats i que l'òpera era «trista i de caràcter monòton». Però Ricordi no es va donar per vençut i una desena d'anys més tard va trametre a Verdi un gran feix que contenia la partitura per a revisar. També en aquest cas la resposta de Verdi va ser eixuta i, aparentment, definitiva: «Si veniu a S. Agata d'ací a sis mesos, un any, dos, tres, etc., la trobareu intacta, tal com me l'heu tramès. Us vaig dir a Gènova com deteste les coses inútils.»

A la tardor de 1879 va començar la gran acció diplomàtica que va portar a Verdi a tornar al teatre, després del llarg silenci que va seguir a Aida: durant un sopar, Ricordi va fer tombar la conversa vers Shakespeare i Otello, del qual Arrigo Boito ja havia preparat un esbós de reducció llibretística, notant en Verdi un cert interès. L'endemà, Boito va presentar al compositor el seu treball, Verdi el va examinar i el va trobar excel·lent. Així va iniciar una de les col·laboracions més felices de la història de l'òpera. Entre el jove literat, intel·ligent, culte i modern, i l'ancià compositor, que per a tornar a l'escena necessitava sobretot un estímul convincent, va nàixer una extraordinària relació de treball i d'amistat destinada a donar òptims resultats. El primer treball que van emprendre va ser la revisió de Simon Boccanegra.
Des del punt de vista musical, la revisió va ocupar a Verdi durant quasi sis setmanes, des de l'inici del gener a la tercera setmana de febrer del 1881. Però ja al novembre de 1880 el músic havia traçat les grans línies de la revisió. Originalment subdividida en quatre actes, l'òpera va ser reestructurada en un pròleg (els fets anteriors al drama: la tràgica mort de Maria i l'elecció de Simon al tron dogal) i tres actes. Amb l'objectiu de reviscolar el primer acte, Verdi va suggerir la citació de dues cartes de Francesco Petrarca, una escrita a Boccanegra, dux de Gènova, i l'altra al dux de Venècia. Al final la revisió va comportar la substitució d'un quadre sencer (el segon del primer acte), el radical canvi del pròleg, l'eliminació del preludi (en lloc del qual Verdi va compondre una brevíssima però memorable introducció instrumental), la substitució del duet entre Gabriele i Fiesco (primer acte), la composició d'una nova escena per al personatge de (tercer acte) i un gran nombre de modificacions, talls, retocs i insercions. En un temps molt limitat, i sota la supervisió de Verdi - de la qual són testimoni les nombroses cartes que ambdós es van intercanviar durant el treball - Boito va aportar les modificacions necessàries al vell llibret i va contribuir amb alguns valiosíssims suggeriments personals. No obstant això, per raons òbvies d'imatge (distingir els nous versos dels vells hauria estat molt difícil) va estimar-se més no signar el llibret i mantenir l'anonimat.
El nou Simon Boccanegra es va estrenar el 24 de març de 1881, a la Scala de Milà, sota la direcció del més gran director d'orquestra italià de l'època: Franco Faccio. Van participar-hi els millors cantants: Victor Maurel (Simone), Francesco Tamagno (Gabriele), Anna D'Angeri (Amelia), Edouard de Reszke (Fiesco). L'òpera va obtenir un bon èxit. De la disposició escènica del nou Simon Boccanegra, publicada per Ricordi, hom pot extraure molta informació sobre la posada en escena de La Scala, els moviments escènics del cor i els personatges, l'edat dels personatges, i sobretot conèixer el punt de vista de Verdi sobre la realització d'un espectacle que era molt important per a ell i que representava la recuperació d'un treball injustament oblidat i el retorn del gran estil als escenaris.
Malgrat l'èxit inicial, el camí del renovat Simon Boccanegra no va ser fàcil. Al final del segle xix, l'òpera va ser novament oblidada pel repertori convencional, i la recuperació definitiva hauria d'esperar al renaixement verdià alemany. A partir de l'any 1929, l'òpera va ser definitivament inserida en els programes dels grans teatres alemanys amb prestigiosos intèrprets i directors d'escena, i l'any 1932 va aconseguir la seua consagració internacional al Metropolitan de Nova York. En els anys posteriors, sobre l'onada del triomf americà, va ser represa amb èxit a Itàlia: Roma, Parma, Florència, Bolonya...
La recuperació de la primera versió en forma de concert, el 2 de febrer de 2001 al Palafenice de Venècia (en l'època de la reconstrucció del Teatro La Fenice), ha fet palès el mèrit de l'excel·lent revisió de l'any 1881, certament la més important, i alhora la més eficaç, que Verdi va realitzar sobre una de les seues obres.

## Característiques dramatúrgiques i estilístiques
Alguns anys després de l'estrena de la segona versió, escrivint al seu amic Opprandino Arrivabene, Verdi va observar que Simon Boccanegra era una òpera «trista perquè ha de ser trista, però interessant». Hi posa l'accent sobre la característica més evident d'aquesta òpera, el seu color fosc i malencònic. Aquest judici lapidari comporta un interrogant de fons: quines van ser les raons que van impel·lir Verdi a tornar sobre aquesta partitura després de decennis, en un moment delicadíssim de la seua carrera, i a més interrompent la composició del seu Otello? Les motivacions són múltiples i de diversa natura: si d'una banda l'operació es justifica com una mena de prova per a captar, després de tants anys de silenci, la reacció del públic davant de la seua nova música, a l'espera de proposar una nova òpera; de l'altra les paraules del compositor deixen entreveure que aquesta òpera, malgrat el seu fracàs, s'havia guanyat un lloc en el seu cor. S'ha dit que Verdi havia confessat al seu nebot Carrara que estimava el Simon Boccanegra «com s'estima a un fill geperut.»
Simon Boccanegra és una de les partitures verdianes — com Macbeth i Don Carlos — que, a banda del seu valor artístic, difícilment haurien pogut esdevenir populars en el transcurs del segle xix, en tant que el seu argument no gira entorn d'una gran història d'amor o a un inflamat drama del poble en lluita per la llibertat.
Centrada en un tema recurrent del teatre verdià - la crisi d'un sistema de poder i d'afectes familiars - Simon Boccanegra acaba de fet per trastocar les relacions de força convencionals entre els personatges: no només el protagonista és el baríton, a més el seu vertader antagonista tampoc és el tenor (l'enamorat jove i romàntic) sinó el baix, mentre que la dona protagonista no és l'amant, sinó la filla d'un (Simon) i la neta de l'altre (Fiesco). El cor de l'òpera representa un creuament fatal d'odis atàvics i malentesos, en una crònica impossibilitat d'enteniment i de comunicació. Les tèrboles i irresoltes passions que animen aquesta fosca òpera, complexa i turmentada, són destinades a resoldre's només quan el transcurs inexorable del temps n'ha manllevat la seua aspror, és a dir, amb l'aproximació de la mort. Entre el pròleg i els tres actes transcorren vint-i-cinc anys, i és suggeridor comparar aquest lapse temporal amb aquell altre — vint-i-quatre anys: del 1857 al 1881 — que va separar les dues versions: hom podria dir que el mateix Verdi, per trobar el vertader sentit d'aquest drama, va haver de reconsiderar-lo amb una mirada retrospectiva, aquella mateixa mirada que domina l'acte conclusiu de l'òpera i que la fa tan colpidora.
Si des del punt de vista dramatúrgic la modificació més important introduïda en la versió de 1881 correspon al quadre que tanca el primer acte, compost ex novo i destinat a esdevenir l'escena més intensa i espectacular de l'òpera, en el terreny literari apareixen com no menys determinants els canvis fets en la primera part del pròleg i, en particular, l'afegit d'un breu però extraordinari preludi, el motiu principal del qual — «una cèl·lula dramàtico–narrativa amb impuls perpetu», com la va definir Massimo Mila — sembla fer caure el drama en les boires de la memòria, donant plena evidència musical a la idea fonamental del transcurs del temps.
El color compulsivament sever es deu per una banda a l'ús exhaustiu d'un estil vocal entre el declamat i l'arioso (cal destacar l'absència de motius populars: cap ària ha tingut la sort d'entrar en el repertori concertístic), i per l'altra al predomini de les veus greus i virils (Simone, Fiesco, però també els conjurats Paolo i Pietro, i el mateix cor, fonamentalment masculí), als que es contraposa només una veu femenina: la lluminosa i càlida de la soprano lírica que interpreta el paper d'Amelia, la jove tendra i gentil, implicada a despit seu en el drama existencial i polític dels homes que l'estimen i que la fan objecte de les seues baralles.
El protagonista, un plebeu d'ànim noble, víctima en la joventut d'un gran dolor, canta en el registre vocal més volgut per Verdi, el de baríton. El seu enemic, l'inexorable patrici Jacopo Fieschi — una figura de pare-patró recurrent en el teatre verdià, des de Zaccaria (Nabucco) a Rigoletto, de Giorgio Germont (La Traviata) a Amonasro (Aida), de Felip II (Don Carlos) al Marquès de Calatrava (La forza del destino) — en el de baix.
Més al fons, s'entreveu la parella d'enamorats, constituïda per Amelia i Gabriele Adorno, el jove patrici d'ànim ardent però lleial (tenor). La seua resplendent història d'amor té la funció de crear un contrast amb les tèrboles, inexpressades passions, gangrenades pel temps, que turmenten els ànims dels dos antagonistes, assenyalant d'aquesta manera la distància generacional que subsisteix entre els dos mons. Aquesta òpera fosca i trista conclou de fet amb un dol compensat per la promesa d'un temps millor i amb un missatge de pau i amor: la mort de Simon coincideix amb la promesa de noces dels enamorats i amb l'elecció de Gabriel com a dux, de manera que el moment de la reconciliació naix catàrticament simultàniament al del sofriment.
El paper del conjurat Paolo Albiani és essencial per a comprendre el sentit del llarg treball i de l'inútil odi que destrueix la vida de Simon i de Fiesco, assumint una importància cabdal en la revisió de 1881, sobretot per obra de Boito, fatalment atret pels personatges mefistofèlics. No és casualitat que la condemna a mort de Paolo, el mateix símbol del mal, i la seua definitiva desaparició precedisca el gran duet de la reconciliació.
Musicalment la partitura es ressent inevitablement dels anys transcorreguts entre la primera i la segona versió i de l'experiència humana i artística de l'autor. Les parts noves són fàcilment recognoscibles i posseeixen una qualitat d'escriptura i una brillantor rítmica i tímbrica llunyana de l'estil auster i un poc monocorde de l'òpera del 1857. Tot i això, el color ombrívol que caracteritza la primera versió roman en la segona, però travessat de llamps sinistres que, en la terrible escena de la maledicció que tanca el primer acte, arriben a quallar en efectes expressionistes.
Òpera òrfena de grans àries, Simon Boccanegra es fa apreciar per altra banda per una extraordinària adherència de la música al drama, ja evident en la primera versió però acreixcuda en la revisió, que elimina els passatges més convencionals i transforma alguns recitatius en moderns declamats melòdics. L'únic defecte de l'òpera — s'ha dit — és la presència d'un segon acte que, per raons d'estructura narrativa, Verdi no va poder reelaborar més que mínimament i que, per la seua brevetat, comprimit entre la grandiositat de l'escena final del primer acte i del colpidor dramatisme del tercer, gairebé sembla un parèntesi i un retorn al Verdi més convencional. Però també ací, la qualitat de la música i la síntesi dramàtica justifiquen la plena rehabilitació que avui dia la crítica ha atorgat a aquesta partitura intensa i subtil, que, entre altres mèrits, ofereix un dels retrats més autèntics del Verdi home: pessimista, fosc però — com la seua òpera — sempre humà i profund.

## Argument
Temps: mitjans del segle xiv.
Lloc: Gènova i la seua rodalia.

### Pròleg
Paolo persuadeix Pietro a donar suport al nomenament de Simon Boccanegra com a dux de Gènova. Boccanegra aplega i accepta, pensant que amb el nou càrrec Fiesco acceptarà que puga veure la seua filla, a la que son pare manté empresonada justament per a impedir la unió d'aquesta amb el plebeu Boccanegra. Pietro expressa també el seu suport a Boccanegra. Apareix Fiesco, dolgut perquè la seua filla ha mort, no obstant no dona la notícia de la mort a Boccanegra. Boccanegra s'acosta a Fiesco i li demana perdó. Aquest promet clemència només si Boccanegra li atorga la custòdia de la filla que Boccanegra va tenir amb Maria. Boccanegra li explica que aquesta filla va desaparèixer en estranyes circumstàncies. Boccanegra penetra en el palau de Fiesco i troba el cos sense vida de la seua estimada, fora el poble l'aclama com a nou dux.

### Acte I

#### Escena 1
Vint-i-cinc anys després. El dux ha desterrat la majoria dels seus oponents polítics i ha confiscat les seues propietats. En el castell Grimaldi, Fiesco, per evitar ser descobert, usa el nom d'Andrea Grimaldi, i conspira junt amb altres enemics de Boccanegra, per destronar aquest. Fa anys, els Grimaldi van adoptar la filla de Boccanegra i neta de Fiesco, que es trobava recollida com a òrfena en un convent. La van anomenar Amelia, esperant que heretara la fortuna familiar, en haver estat desterrats els seus germans. Amelia espera el seu amant, Gabriele Adorno. Aquest fa la seua aparició, i Amelia l'avisa dels riscos que corre en participar en la conspiració. S'anuncia que el dux està a punt d'arribar. Amelia, tement que li siga arranjat un matrimoni forçat amb Paolo, urgeix Adorno a demanar la seua mà a son pare. Fiesco accepta però revela que Amelia és d'origen humil. Quan Adorno manifesta que això no és un impediment per a ell, Fiesco beneïx el matrimoni. Apareix Boccanegra. Perdona els germans exiliats d'Amelia, però aquesta refusa el matrimoni amb Paolo. Quan confessa a Boccanegra que és adoptada, ell s'adona que es tracta de la seua filla perduda. Finalment reunits, manifesten la seua alegria. Quan aplega Paolo, Boccanegra li nega el permís per al projectat matrimoni. Enfurismat, Paolo decideix raptar Amelia.

#### Escena 2
Sessió del Senat. El dux és interromput pel so de la multitud que demana el cap de Boccanegra. Ordena que s'obrin les portes i la gentada penetra arrossegant Adorno. Adorno confessa haver assassinat Lorenzino per l'intent de rapte d'Amelia, ordenat per un oficial desconegut. Adorno creu que es tracta de Boccanegra i està a punt d'atacar-lo quan apareix Amelia i atura la baralla. Boccanegra arresta a Adorno. Bocanegra arriba a la conclusió que l'autor de l'intent de rapte ha estat Paolo, i obliga a tothom, fins i tot al mateix Paolo, a maleir al culpable.

### Acte II
Paolo i Fiesco discuteixen els plans per a assassinar Boccanegra, però Fiesco hi refusa. Paolo li diu a Adorno que Amelia és amant del dux, amb l'esperança que Adorno assassinarà Boccanegra. Amelia apareix, i Adorno l'acusa d'infidelitat. Ella declara que només estima a Adorno, però no explica que Boccanegra és son pare perquè la família d'Adorno va ser assassinada pel dux. Adorno s'amaga en aparèixer Boccanegra. Amelia manifesta a Boccanegra que estaria disposta fins a morir per Adorno. Boccanegra es compromet a perdonar-lo. Beu d'una botella de vi enverinada i cau adormit. Adorno intenta matar-lo, però Amelia l'atura. Boccanegra es desperta i revela que Amelia és la seua filla. Adorno demana perdó i promet lluitar pel dux.

### Acte III
Paolo és condemnat a mort per liderar la conjura contra el dux. Fiesco ha estat posat en llibertat. Paolo confessa a Fiesco que ha enverinat Boccanegra. Fiesco es plega davant de Boccanegra, que és moribund. Boccanegra reconeix el seu vell enemic, però és feliç de dir-li que Amelia és la seua neta. Fiesco sent un gran remordiment i confessa a Boccanegra l'enverinament. Adorno i Amelia, recentment casats, troben el pare i l'avi reconciliats. Boccanegra demana que Adorno siga nomenat el seu successor, i després mor, Fiesco proclama el nou dux.

## Àries selectes
- Come in quest'ora bruna (Amelia)[1]

L'ària comença amb un evocatiu preludi basat en un tema pentatònic del que emergeix la cavatina d'Amelia. Aquests 22 compassos en 6/8 d'introducció reflecteixen musicalment l'escena amb l'aire de frescor matinal en el que la interacció de sons brillants -produïts principalment pel piccolo- destil·len un sentiment de màgia a l'aire.
El cantabile d'Amelia té una magnitud de grand opéra: la divisió de la melodia en la forma ternària francesa amb un episodi central eventual i la repetició sencera i també la Meyerbiana modulació a la quarta frase (All'onda il tuo chiaror!).
Ella està asseguda al jardí admirant la vista, que li recorda alguna cosa que va passar temps enrere. El sinistre record està recolzat per l'ús de l'acord de 6/4 en una tonalitat llunyana. En la versió de 1857 és la mateixa progressió repetint quatre vegades el mateix acord, mentre que en la de 1881 l'acord es variat, creant un efecte de descens cap a un abisme misteriós. (Veure exemple 1)
Notem per altra banda com, des de Luisa Miller cap avant, les melodies de Verdi tendeixen a abandonar el patró d'acompanyament infinit. En la versió de 1857 la melodia d'Amelia es recolzada primer per un discret tremolo de les cordes i tresets de semicorxeres, i en la represa pels arpegis del clarinet. Des d'aquest punt de vista, la filigrana del vent fusta i les interrupcions de la corda poden semblar una regressió -en tant que s'aproxima més als evocatius patrons del Lieder de Schubert que a les complexes pulsacions que serveixen per donar un mer èmfasi rítmic a les operes del Risorgimento.
- Il lacerato spirito (Fiesco)
- Plebe! Patrizi! (Boccanegra)